# Agrilus aequicollis
Agrilus aequicollis é uma espécie de inseto do género Agrilus, família Buprestidae, ordem Coleoptera.
Foi descrita cientificamente por Eschscholtz, 1822.